# Jędrzychów (województwo dolnośląskie)
Jędrzychów (niem. Groß Heinzendorf) – wieś (dawniej miasto) w Polsce położona w województwie dolnośląskim, w powiecie polkowickim, w gminie Polkowice.
Jędrzychów uzyskał lokację miejską przed 1400 rokiem, zdegradowany przed 1450 rokiem. 

## Podział administracyjny
W latach 1954–1961 wieś należała i była siedzibą władz gromady Jędrzychów, po jej zniesieniu w gromadzie Szklary Górne. W latach 1975–1998 miejscowość administracyjnie należała do województwa legnickiego.

## Turystyka
Przez Jędrzychów przebiega ścieżka rowerowa, która wchodzi w skład Szlaku Polskiej Miedzi.

## Historia
Pierwsze wzmianki o miejscowości pochodzą z końca XIV wieku.

## Zabytki
Do wojewódzkiego rejestru zabytków wpisane są:
- Kościół św. Bartłomieja Apostoła w Jędrzychowie, filialny, z lat 1729-1736, 1884
- Zamek w Jędrzychowie, okresowo pełniący funkcję zboru ewangelickiego, który początkami sięgał warowni wzniesionej w roku 1295 przez księcia głogowskiego Henryka III[6]. Do początku XXI wieku zachowały się sklepione pomieszczenia zamkowe oraz ślady fosy. W 1331 roku budowla przeszła w ręce Zygmunta Krzysztofa von Rottenberg. Natomiast w 1361 roku Henryk V postanowił sprzedać zamek wraz z Polkowicami i Chobienią. W 1488 roku, po przejęciu Głogowa przez Macieja Korwina w zamku znalazł schronienie Jan II Żagański, ostatni książę głogowsko-żagański z dynastii piastowskiej. Zamek ponownie zniszczono w XVII wieku, podczas wojny trzydziestoletniej – 12 września 1642 spalony przez wojska austriackie, a następnie zniszczony przez wojska szwedzkie[7]. Nie odbudowano go. W 1744 roku właścicielem ruin stał się Chrystian von Busse, który w roku 1750 wzniósł tu świątynię ewangelicką. W 1884 roku obok budowli dobudowano neogotycką, wolno stojącą wieżę. W 1903 roku budynek odrestaurowano. Podczas II wojny światowej zabudowania ponownie zniszczone[8][9] i nie odbudowane. Pomieszczenie na parterze budowli służyło jako kaplica grzebalna miejscowej szlachty. W budynku zachowały się w nich sale o gotyckich sklepieniach[7].

inne zabytki:
- eklektyczny pałac (j. niem. Schloss Neuguth-Heinzenburg) z XIX w. Od frontu ganek, nad nim trójkątny szczyt szeroki u podstawy na pięć okien (boczne okrągłe), powyżej płaskorzeźba przedstawiająca Słońce i oculuss. W zwieńczeniu szczytu herb szlachecki von Mueffling z koroną freiherra (niem. wolnego pana)[10]. Obiekt położony jest w okolicy zboru. Obecnie jest to budynek mieszkalny. Zachowały się także dwa pawilony oraz zabudowania gospodarcze.

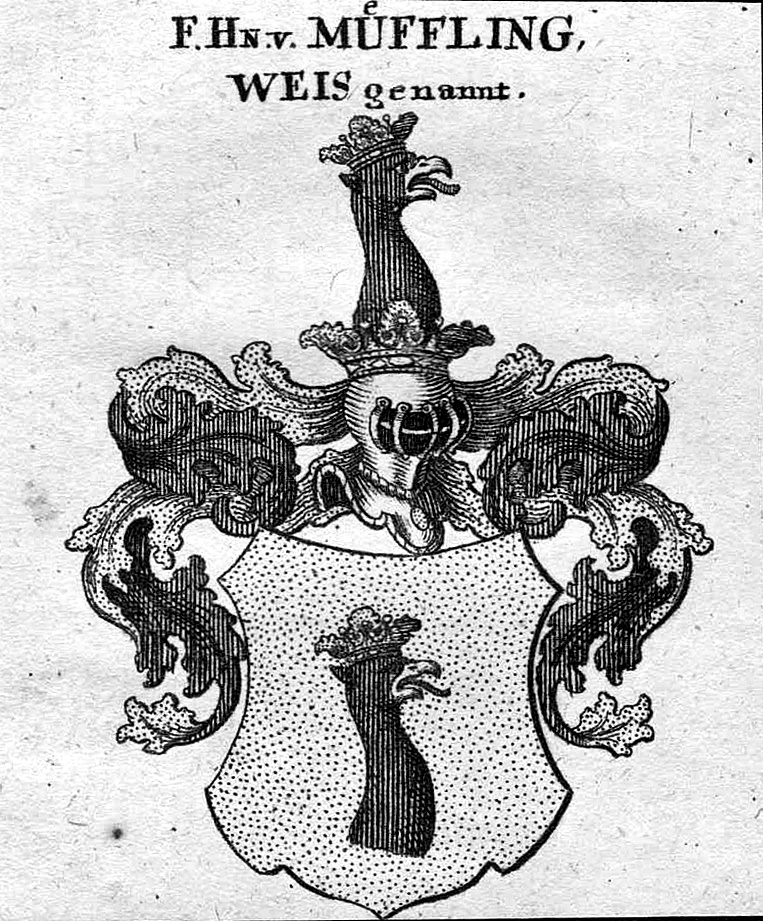
Herb von Müffling
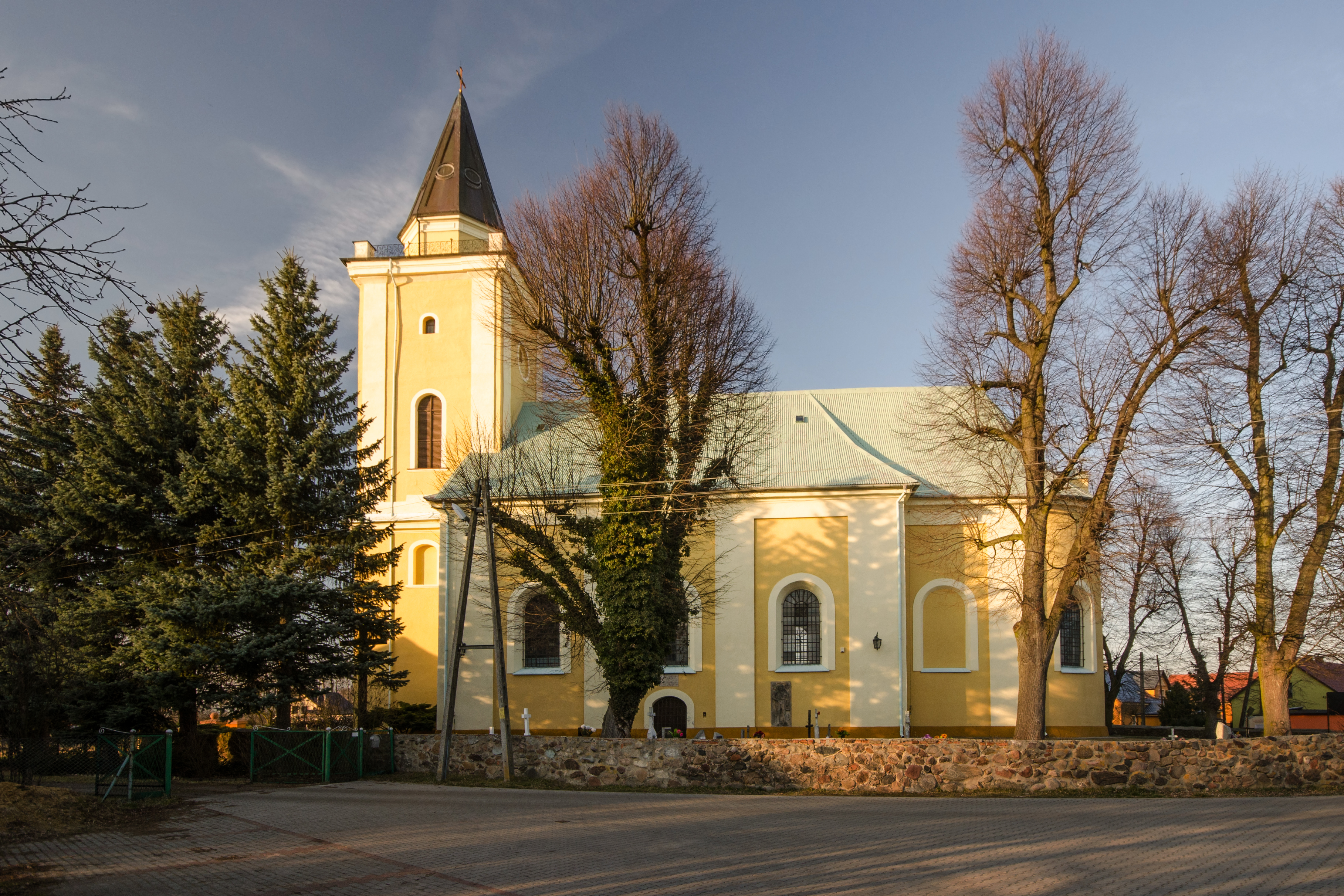
Kościół św. Bartłomieja Apostoła
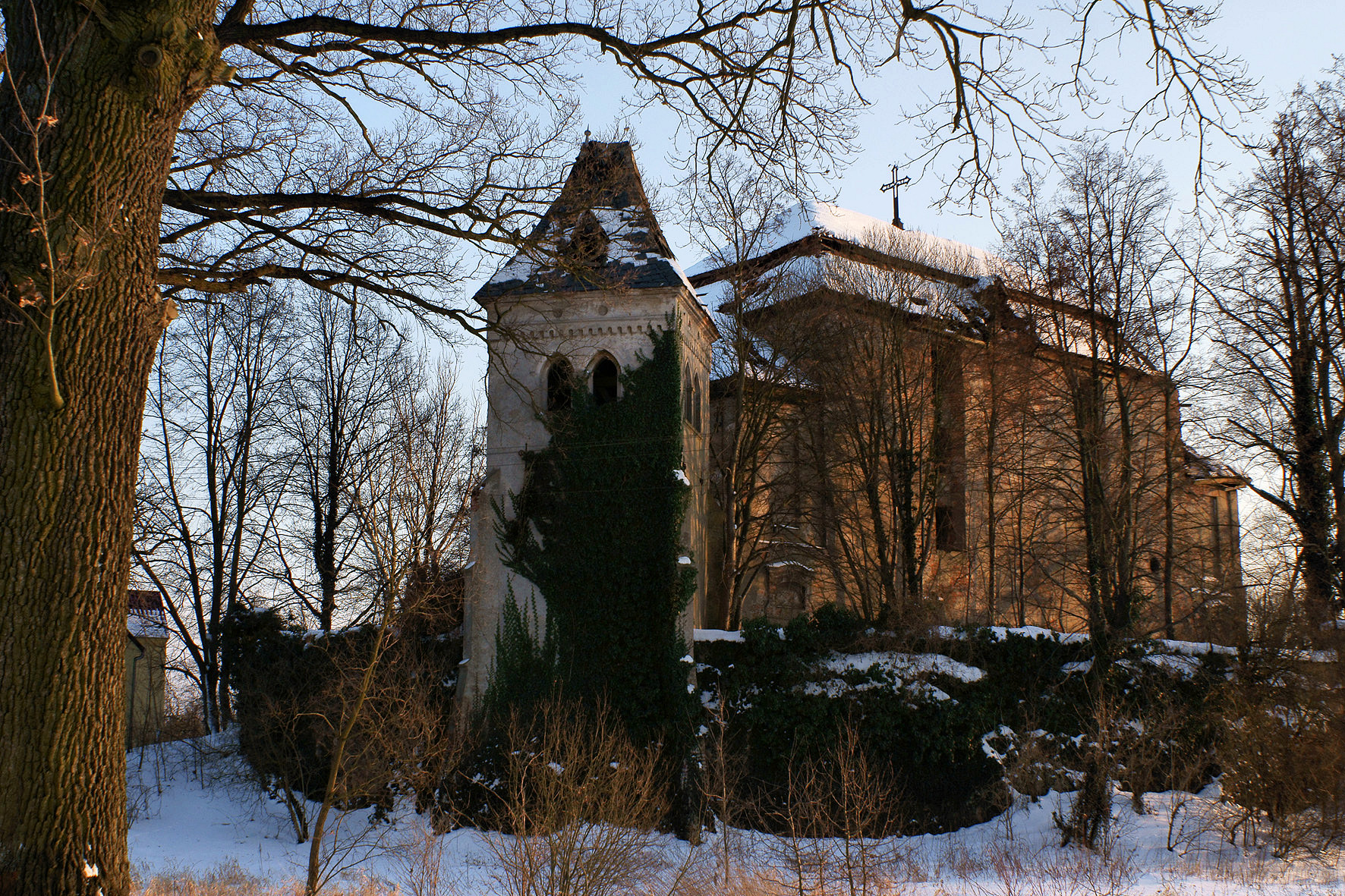
Zamek